# لژک بواژنسکی
لژک بواژنسکی (انگلیسی: Leszek Błażyński; ۵ مارس ۱۹۴۹ – ۷ اوت ۱۹۹۲) بوکسور اهل لهستان بود.